# Mandla Langa
Mandla Langa (né en 1950 à Stanger, Durban) est un poète sud-africain, écrivain et militant culturel.

## Biographie
Mandla Langa est né à Stanger près de Durban, en Afrique du Sud, en 1950, durant les premières années de la mise en œuvre de l'apartheid, et a grandi dans le canton de KwaMashu au Natal, à 20 milles au nord de Durban. 
Il est l’un des neuf enfants de sa fratrie. Son frère Pius Langa a été juge en chef en Afrique du Sud. Un autre frère, Bheki Langa, a été ambassadeur de l’Afrique du Sud en Russie. Mandla Langa a fréquenté l’école Gardner Memorial, l’école secondaire Sibonelo à Durban, puis l’Université de Fort Hare. Il a enseigné dans une école secondaire de KwaMashu de 1973 à 1974.
Langa s’est inscrit pour un diplôme en anglais et en philosophie à l’Université de Fort Hare, mais a été expulsé en 1973 en raison de son implication dans les activités de l’Organisation sud-africaine des étudiants. En 1976, il s’est exilé et a vécu dans différents pays d’Afrique australe ainsi qu’en Hongrie et au Royaume-Uni.
Son roman The Lost Colours of the Chameleon a remporté le Prix des écrivains du Commonwealth de 2009 (région Afrique),.
Langa a été amené à compléter le deuxième volume de l’autobiographie de Nelson Mandela, laissé à l'état d'ébauche quand Mandela est mort en 2013, et publié en 2017 sous le titre Dare Not Linger : The Presidential Years.

## Œuvres

### Fiction
- The Lost Colours of the Chameleon. Picador Africa, 2008,  (ISBN 978-1-77010-084-8)
- The Memory of Stones, New Africa Books, 2000 (ISBN 978-0-86486-408-6, lire en ligne) – a collection exploring the nature of South African society after the end of apartheid
- The Naked Song and Other Stories, New Africa Books, 1996 (ISBN 978-0-86486-313-3, lire en ligne)
- A Rainbow on the Paper Sky. Kliptown Books, 1989
- Tenderness of Blood. Zimbabwe Publishing House, 1987,  (ISBN 978-0-949225-30-6)

### Essais
- avec Nelson Mandela, Dare Not Linger: The Presidential Years, Macmillan, 2017,  (ISBN 978-1509809592)

### Collectif
- 2006: Youth 2 Youth: 30 Years after Soweto ’76 (Introduction par Mandla Langa, édité par George Hallett)
- 2004: Moving in Time: Images of Life in a Democratic South Africa (Introduction par Mandla Langa, édité par George Hallett)
- 2004: South Africa's Nobel Laureates: Peace, Literature and Science par Kader Asmal, David Chidester, et Wilmot Godfrey James (Introduction par Mandla Langa)

### Collections
- 2004: Kader Asmal, David Chidester, et Wilmot Godfrey James (eds), South Africa's Nobel Laureates: Peace, Literature and Science —  Introduction par Mandla Langa. Jonathan Ball Publishers, South Africa.
- 1997: Charles R. Larson (ed.), Under African Skies: Modern African Stories. Farrar, Straus & Giroux; paperback Canongate Books, 2005.
- 1990: Elisa Segrave (ed.), Junky's Christmas, and other Yuletide Stories. Serpent's Tail.
- 1990: Sarah LeFanu and Stephen Hayward (eds), Colours of a New Day: Writing for South Africa. Lawrence & Wishart.

### Autres
- Milestones – opéra en collaboration avec le musicien de jazz Hugh Masekela.